# Somatidia suffusa
Somatidia suffusa är en skalbaggsart som beskrevs av Thomas Broun 1917. Somatidia suffusa ingår i släktet Somatidia och familjen långhorningar. Inga underarter finns listade i Catalogue of Life.